# حي الكومباتون
حي الكومباتون هو حي شعبي موجود في مدينة منزل بورقيبة، بنزرت في تونس. سُمي هذا الحي على الكلمة الفرنسية "Combattants" وتعني المقاتلون، كما يتواجد بهذا الحي عدة أفراد من قبيلة النفات المعروفة بمقاومتها للاستعمار. 